# Françoise Thom
Françoise Thom (n. 1951, Strasbourg, Franța) este un istoric și sovietolog⁠(d) francez, profesor emerit al Universității Paris-Sorbona unde predă istorie contemporană. Specialistă în Rusia postcomunistă, aceasta a redactat numeroase lucrări în care a analizat țara și liderii săi.

## Biografie
Născută în Strasbourg, Thom este fiica lui René Thom - matematician și laureat al medaliei Fields pentru dezvoltarea teoriei catastrofelor⁠(d) - și a Suzannei Helmlinger. Aceasta are o diplomă de licență în limba rusă. A locuit în Uniunea Sovietică timp de patru ani, iar ulterior a predat limba rusă în învățământul secundar din Ferney-Voltaire și Calais. Aceasta este cercetător asociat în cadrul Institutului Francez de Polemologie. Și-a susținut teza de doctorat intitulată Limba de lemn sovietică: descriere, rol și funcționare în 1983 sub coordonarea profesorului Alain Besançon⁠(d) la École des Hautes Etudes en Sciences Sociales, apoi a fost numită docent⁠(d) pe istorie contemporană la Universitatea Paris-Sorbona. În 2011, și-a susținut teza de abilitare - intitulată De l’URSS à la Russie (1929-2011). Politique intérieure, politique étrangère, les imbrications - al cărei garant este Olivier Forcade⁠(d), profesor în cadrul Facultății de Litere a Universității Paris-Sorbona.

## Cercetare și editoriale
A publicat o versiune prescurtată a tezei sale de doctorat sub denumirea Limba de lemn în 1987. Thom a mai publicat L'École des barbares (1985), Le Moment Gorbatchev (1989) sau Sfârșitul comunismului (1994). În 1998, a contribuit la lucrarea La Pensée unique — Le vrai procès alături de autori precum Jean Foyer⁠(d), Jacques Julliard⁠(d) și Jean-Pierre Thiollet. Aceasta a adunat, tradus, prefațat și adnotat atât memoriile, cât și analizele lui Sergo Beria, fiul lui Lavrenti Beria, publicate în 1999 sub titlul Tatal meu, Beria. In inima puterii staliniste. În 2013, Thom a publicat o biografie despre acesta sub titlul Beria. le Janus du Kremlin. În 2018, a publicat Putin și putinismul în care abordează trecutul lui Putin ca membru al KGB și „propaganda puterii ruse”.
În aprilie 2005, s-a căsătorit cu istoricul Guiorgui Mamoulia.

## Publicații

### Autor
- L'École des barbares, coautor Isabelle Stal, Julliard, 1985
- La langue de bois, Julliard, 1987
  - Limba de lemn, editura Humanitas, 1993[15]
- Les fins du communisme, Critérion, 1994
  - Sfârșitul comunismului, editura Polirom, 1996[16]
- Le Moment Gorbatchev, Hachette, 1989
- „Les Occidentaux devant la fin de l’Union soviétique”, Commentaire⁠(d), no 118,‎ februarie 2007, p. 373-382.
- Beria : Le Janus du Kremlin, Cerf, 2013 924 p. (ISBN 978-2204101585)
- Géopolitique de la Russie, coautor Jean-Sylvestre Mongrenier, Puf, coll. „Que sais-je?”, 2016
- „Le parti russe en France”, Commentaire,‎ februarie 2016, p. 432-436.
- Comprendre le poutinisme, Paris/Perpignan, Desclée De Brouwer, 2018, 240 p. (ISBN 978-2-220-09426-7).
  - Putin și putinismul, editura Humanitas, 2020[17]
- La Marche à rebours. Regards sur l’histoire soviétique et russe, Paris, „Mondes contemporains”, Sorbonne Université Presses, 2021, 724 p. (ISBN 979-10-231-0686-2).

### Editor
- Sergo Beria, Beria, mon père: au cœur du pouvoir stalinien, Plon/Critérion, 1999, 448 p. (ISBN 9782259190169)
  - Tatăl meu Beria - În inima puterii staliniste, editura Meteor Press, 2015[18]